# Aumento de senos natural
Ha habido casos en el pasado donde actores pagados se han utilizado, e
ilusiones ópticas han sido sospechosos de ser utilizados en los publicidades.

## Ingredientes comunes
Xenoestrógenos acto como estrógenos humano.
Fitoestrógenos son xenoestrógenos de plantas, y micoestrógenos son xenoestrógenos de hongos.
- Trigonella foenum-graecum (fenogreco) - contiene diosgenina.[1]
- Dioscorea villosa (ñame silvestre) - contiene diosgenina.[1]
- Humulus lupulus (lúpulo) - contiene 8-prenilnaringenina.[1][3]
- Hordeum vulgare (cebada)
- Avena sativa
- Foeniculum vulgare (hinojo)
- Turnera diffusa (damiana)
- Cardo (abrojo)
- Taraxacum (panaderos)
- Vitex agnus-castus (árbol casto)
- Pueraria mirifica (Kwao Krua)
- Actaea racemosa - efectos secundarios potenciales malos.
- Angelica sinensis (dong quai) - un carcinógeno
- Zearalenona (ZEN o ZEA) - un micoestrógeno que también es un micotoxina estimula el cáncer, y puede reducir la fertilidad.[2]
- Piper methysticum (kava kava) - peligroso por puede causar el daño de hígado severo.[1]

## Eficacia y seguridad
Hay estudio insuficiente sobre si productos para ampliación herbario de seno trabaje.
La información de largo plazo de seguridad carece.
El mayor de ingredientes son generalmente seguros, pero pocos son peligrosos.
Zeralenona es un cancerígeno, y puede reducir la fertilidad.
Kava kava es peligroso por puede causar daño de hígado severo.
Diosgenina ha desarrollo promovido, pero esto no fue visto como pruebas para ampliación de seno.
8-prenilnaringenina es el más poder dietético fitoestrógeno. Un producto, "Erdic", ha sido probado sobre ratones, pero esto no ha mostradó ninguna diferencia del el grupo de control. Algunas medicaciones han causado crecimiento de pecho como un efecto secundario inofensivo.